# Västerås tidning

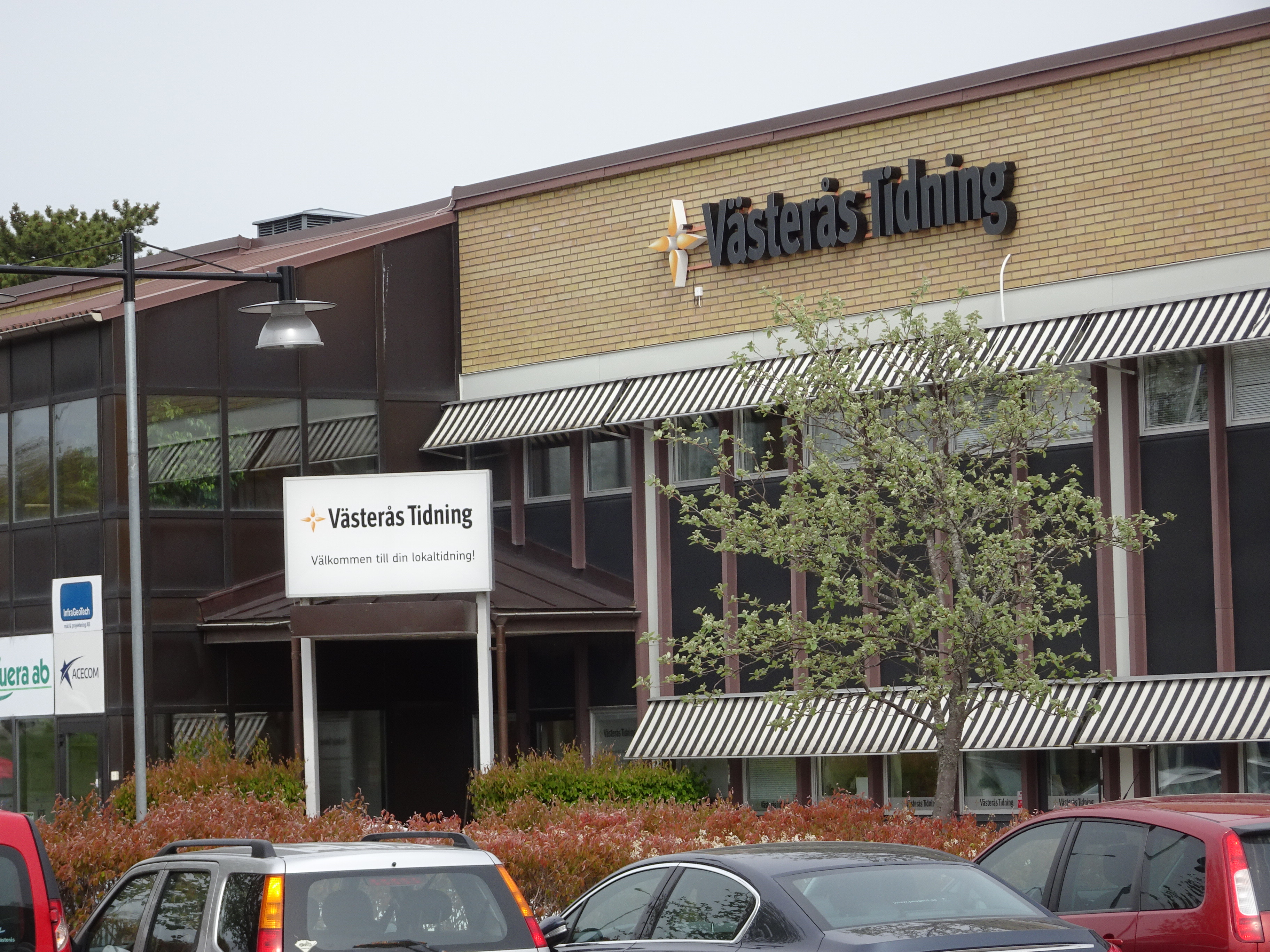
Västerås tidnings redaktion sedan 2019.

Västerås Tidning är en lokaltidning. Det är en gratistidning med en upplaga på 48 500 exemplar som distribueras i tidningsställ. Tidningsställ finns i Västerås, Fagersta, Virsbo, Hallstahammar, Kolbäck, Kolsva, Köping, Kumla, Kungsör, Kvicksund, Ramnäs, Ransta, Sala, Skinnskatteberg, Skultuna, Surahammar, Sätra Brunn, Irsta, Tillberga och Norberg.
Ansvarig utgivare och chefredaktör är sedan 2017 Jonas Edberg.

## Historia
Tidningen grundades 1992 som annonsbladet Västeråsaren. 1996 bytte tidningen namn till Västerås Tidning och började publicera redaktionellt material. 2005 blev tidningen en del av Direktpress AB och 2012 började kommer tidningen komma ut två gånger per vecka. Från 2018 gjordes ett veckoutskick (lördag) plus ett månadsutskick (onsdag). Tidningens kontor flyttade 2019 från Västerås centrum till Stensborgs industri- och småhandelsområde i stadsdelen Gustavsvik.
Tidningen delades tidigare ut till hushållen. Upplagan för 2017 var 90 200.